# Vorsteher der Königsleute
Der Vorsteher der Königsleute war ein altägyptischer Titel dessen Bedeutung in der Forschung umstritten ist. Der Titel ist nur im Alten Reich bezeugt. Den Titel tragen oftmals Beamte der Provinzialverwaltung. Außerhalb des Titels kommen die Königsleute nur in zwei Texten vor. In den Inschriften im Grab des Metjen wird erwähnt, dass sie 200 Aruren Land verkauften. In einem Koptosdekret werden sie als zugehörig zu den Produktionshaus (per-schena) bezeichnet. Wolfgang Helck vermutete, dass es sich um freie Bauern handelte, da sie ja Land verkaufen konnten. Petra Andrassy sieht in ihnen Bauern, die aus ihren alten Dörfern abgezogen wurden und dann woanders angesiedelt wurden und dadurch nur noch dem König und nicht mehr der alten Dorfgemeinschaft unterstanden.